# Mayville (Nova York)
Mayville és una població dels Estats Units a l'estat de Nova York. Segons el cens del 2000 tenia 1.756 habitants.

## Demografia
Segons el cens del 2000, Mayville tenia 1.756 habitants, 686 habitatges, i 399 famílies. La densitat de població era de 337,3 habitants/km².
Dels 686 habitatges en un 27% hi vivien nens de menys de 18 anys, en un 44,9% hi vivien parelles casades, en un 9,5% dones solteres, i en un 41,8% no eren unitats familiars. En el 36,6% dels habitatges hi vivien persones soles el 16,8% de les quals corresponia a persones de 65 anys o més que vivien soles. El nombre mitjà de persones vivint en cada habitatge era de 2,22 i el nombre mitjà de persones que vivien en cada família era de 2,92.
Per edats la població es repartia de la següent manera: un 21,8% tenia menys de 18 anys, un 10,1% entre 18 i 24, un 29,8% entre 25 i 44, un 22,2% de 45 a 60 i un 16,1% 65 anys o més.
L'edat mediana era de 38 anys. Per cada 100 dones de 18 o més anys hi havia 118,3 homes.
La renda mediana per habitatge era de 32.250 $ i la renda mediana per família de 45.595 $. Els homes tenien una renda mediana de 30.574 $ mentre que les dones 24.028 $. La renda per capita de la població era de 16.561 $. Entorn del 5,5% de les famílies i el 10,2% de la població estaven per davall del llindar de pobresa.

## Poblacions més properes
El següent diagrama mostra les poblacions més properes.